# عزلة بني هنان والبدو (عمران)
عزلة بني هنان هي إحدى عزل مديرية السود في محافظة عمران اليمنية ويبلغ تعداد سكانها 4959 نسمة حسب التعداد السكاني في اليمن لعام 2004.

## روابط خارجية
- الجهاز المركزي للإحصاء بالجمهورية اليمنية
- المركز الوطني للمعلومات باليمن
- World Gazetteer:Yemen
- الدليل الشامل